# Tannen-Schichtpilz
Der Tannen-Schichtpilz (Amylostereum chailletii) ist eine saprobiontisch lebende Ständerpilzart aus der Ordnung der Täublingsartigen (Russulales). Er hat krustenförmige, filzig-braune Fruchtkörper, die direkt auf der Rinde der befallenen Bäume wachsen. Die holarktisch verbreitete Art wächst in gemäßigtem Klima an Fichten (Picea) und Tannen (Abies). Er wird durch die Riesenholzwespe (Urocerus gigas) übertragen, die seine Oidien in ihren Mycetangien aufbewahrt und deren Larven er als Nahrung dient. Die Fruchtkörper erscheinen das ganze Jahr über.

## Merkmale

### Makroskopische Merkmale
Der Tannen-Schichtpilz bildet krustige bis effuso-reflexe (wellige) Fruchtkörper von brauner Farbe aus. Der Rand steht meist 2–10 mm vom Substrat ab. Die Fruchtkörper werden 0,7 mm dick und 0,5–5 cm lang. Ihre Oberfläche ist zunächst filzig, später schnell kahl und außerdem mit Warzen besetzt. Die Konsistenz ist ledrig-korkig.

### Mikroskopische Merkmale
Die Hyphenstruktur des Tannen-Schichtpilzes ist dimitisch, sie besteht also aus generativen und Skeletthyphen. Erstere sind bräunlich-hyalin, an ihren Septen sitzen Schnallen. Letztere sind dickwandig und braun, an ihrer Spitze sind sie inkrustiert. Zwischen dem Subkutikulum und der untersten Schicht des Hymeniums befindet sich, anders als beim äußerlich sehr ähnlichen Braunfilzigen Schichtpilz (A. areolatum), kein dunkles Hyphenlager.

## Verbreitung
Der Tannen-Schichtpilz kommt holarktisch vor. Er bevorzugt gemäßigtes Klima.

## Ökologie
Der Tannen-Schichtpilz breitet sich vor allem mit Hilfe der Riesenholzwespe (Urocerus gigas) aus, die seine Arthrosporen (Oidien) in Hinterleibsorganen, den Mycetangien aufbewahrt und zusammen mit ihren Eiern in Totholz legt. Dort baut der Pilz das Lignin des Holzes ab. Die dadurch entstehende Weißfäule erlaubt es den Wespenlarven, sich durch das Holz zu fressen, als Nahrung dient ihnen vor allem das Pilzmyzel. Befallen werden in den europäischen Hochgebirgen vor allem Tannen (Abies spp.), im restlichen Artareal Fichten (Picea spp.).